# Hannah Clark
Hannah Clark é uma britânica que, em 1995, recebeu um coração de um doador para funcionar acoplado ao seu, já que ela sofria de uma severa cardiomiopatia. Onze anos depois do transplante cardíaco, o coração de Hannah voltou a bater por conta própria, um fenômeno inédito de recuperação desse tipo de doença.
A doença foi diagnosticada em Hannah quando ela tinha oito meses. Os profissionais de saúde consideraram necessário fazer o transplante, já que a hipertrofia causava disfunção do coração e poderia evoluir a uma parada cardíaca no futuro. Entretanto, em vez de remover o órgão da paciente e substitui-lo, a equipe médica decidiu por acoplar o coração transplantado ao de nascimento, fazendo com que o coração doado funcionasse e permitisse o descanso do coração de Hannah.
Devido ao uso de fortes medicamentos imunossupressores, indicados para evitar rejeição ao novo órgão, Hannah desenvolveu tumores espalhados pelo corpo. Para tratar o câncer, ela foi submetida a quimioterapia e teve que interrromper o uso dos medicamentos, o que fez o seu corpo rejeitar o coração doado. Em fevereiro de 2006, os médicos decidiram, então, remover o órgão doado e tiveram a surpresa de perceber que o coração de Hannah estava funcionando bem e que ela não mais necessitava de remédios. Três anos depois, os cirurgiões Magdi Yacoub e Victor Tsang, que cuidaram de Hannah, puderam confirmar a recuperação total de sua paciente, com seu coração em pleno funcionamento e livre do câncer.
Cientistas consideraram o inédito caso de Hannah animador, pois mostra que em certos casos é possível a recuperação de um coração que sofreu de cardiomiopatia, desde que ele seja devidamente tratado. Especialistas trabalham no desenvolvimento de um coração mecânico - chamado dispositivo de assistência ventricular - a ser usado na recuperação de corações de crianças, como o que já existe para adultos.